# حاجی شکر
حاجی شکر (به لاتین: Hacışəkər) یک منطقه مسکونی در جمهوری آذربایجان است که در شهرستان سیاه‌زن واقع شده است. حاجی شکر ۶۰ نفر جمعیت دارد.